# 오세웅
오세웅(1990년 10월 23일 ~ )은 대한민국의 가수다. 2017년 싱글 앨범 [너만 보여]로 데뷔했다.

## 학력
- 백제예술대학 실용음악학과 졸업

## 방송
- 팬텀싱어 1 (2016) - Top20(17위)
- 보이스 코리아 2020 (2020) - Top32

## 피처링
- 이기 <카페모카> (2019)

## 작사/작곡
- 노재원 <내 진심이 너에게 닿기를> (2019) - 작사
- 김혜미 <그 때> (2021) - 작사, 작곡
- 해진 <해가 뜨기 전에> (2021) - 작사, 작곡

## 공연
- 힐링 인 더 라디오 (2017)
- 소소소 발매기념 단독 콘서트 : Thanks to.. (2019)
- 힐링 인 더 라디오 시즌3 (2019)
- 힐링 인 더 라디오 시즌4 (2020)